# Nonia Celsa
Nonia Celsa, född okänt år, död okänt år, var en romersk kejsarinna, gift med kejsar Macrinus och moder till Marcus Opellius Diadumenianus (född 208).